# Phillip Aspinall
Phillip Aspinall (ur. 17 grudnia 1959 w Hobart) – australijski duchowny anglikański, aktualny anglikański arcybiskup Brisbane i zarazem prymas Kościoła Anglikańskiego Australii.
Pochodzi z Tasmanii. Karierę zawodową rozpoczynał jako informatyk pracujący w Departamencie Edukacji tego stanu. W 1980 został świeckim pracownikiem Kościoła anglikańskiego, zajmującym się głównie pracą z młodzieżą. W latach 1985–1988 przebywał w stanie Wiktoria, gdzie był dyrektorem ds. edukacji w jednej z parafii. Po powrocie na Tasmanię, 25 lipca 1988 przyjął święcenia kapłańskie i został diakonem, a rok później prezbiterem. W latach 1994–1998 kierował tasmańskim oddziałem anglikańskiej organizacji charytatywnej Anglicare.
W 1998 otrzymał sakrę biskupią jako biskup pomocniczy diecezji Adelaide. W 2001 został arcybiskupem metropolitą Brisbane. W lipcu 2005 Rada Elektorów Kościoła Anglikańskiego Australii wybrała go anglikańskim prymasem Australii. W 2008 uzyskał reelekcję na to stanowisko.